# Рівняння Слуцького
Рівняння Слуцького (англ. Slutsky equation) — рівняння, сенс якого полягає в тому, що зміна попиту на певний товар при підвищенні або зниженні його ціни складається з впливу зміни попиту і непрямого впливу попиту на інші товари. Рівняння показує, що зміна в попиті на i-й товар при зміні ціни j-го товару є результатом двох ефектів: еффекту заміщення і ефекту доходу.

## Математичний вигляд рівняння
{\displaystyle x_{i}(p,{\bar {u}})=x_{i}(p,e(p,{\bar {u}})),}
{\displaystyle {\frac {\partial x_{i}({\tilde {p}},{\tilde {I}})}{\partial p_{j}}}={\frac {\partial x_{i}({\tilde {p}},{\bar {u}})}{\partial p_{j}}}+{\frac {\partial e({\tilde {p}},{\bar {u}})}{\partial p_{j}}}\cdot {\frac {\partial x_{i}({\tilde {p}},{\tilde {I}})}{\partial I}}={\frac {\partial x_{i}({\tilde {p}},{\bar {u}})}{\partial p_{j}}}-x_{j}({\tilde {p}},{\tilde {I}})\cdot {\frac {\partial x_{i}({\tilde {p}},{\tilde {I}})}{\partial I}},}
де {\displaystyle {\tilde {p}},{\tilde {I}},{\bar {u}}} — задані рівні цін, доходу і корисності.

## Рівняння Слуцького через еластичність
Якщо помножити вихідне рівняння Слуцького на {\displaystyle p_{j}} і поділити {\displaystyle x_{i}({\tilde {p}},{\tilde {I}})}, то отримаємо рівняння Слуцького в термінах еластичностей попиту за ціною та доходом:
{\displaystyle \varepsilon _{ip_{j}}=\varepsilon _{ip_{j}}^{h}+\varepsilon _{iI}\cdot \alpha _{i}}
де
- {\displaystyle \varepsilon _{ip_{j}}} — еластичність попиту на i-й товар по ціні j-го

- {\displaystyle \varepsilon _{ip_{j}}^{h}} — еластичність компенсованого попиту на i-й товар за ціною j-го (тобто без урахування ефекту доходу)

- {\displaystyle \varepsilon _{iI}} — еластичність попиту на i-й товар за доходом споживача

- {\displaystyle \alpha _{i}} — частка витрат на покупку i-го товару в доході споживача

## Матриця Слуцького
Похідні {\displaystyle s_{ij}={\frac {\partial x_{i}(p,u)}{\partial p_{j}}}={\frac {\partial x_{i}(p,I)}{\partial p_{j}}}+x_{j}(p,I)\cdot {\frac {\partial x_{i}(p,I)}{\partial I}}} можуть бути зведені в матрицю Слуцького коефіцієнту заміщення S(p, I), що володіє наступними властивостями:
1. Симетричність: {\displaystyle s_{ij}=s_{ji}} (випливає з леми Шепарда і теореми Юнга).
2. Негативна напіввизначеність;
3. Рівність нулю при множенні на вектор цін: {\displaystyle S(p,I)\mathbf {p} =0}.

Матричне подання корисно тим, що властивості матриці дозволяють не обчислювати безпосередньо всі похідні.